# Las Coloradas, Zacatecas
Las Coloradas är en ort i Mexiko.   Den ligger i kommunen Ojocaliente och delstaten Zacatecas, i den centrala delen av landet, 500 km nordväst om huvudstaden Mexico City. Las Coloradas ligger 2 100 meter över havet och antalet invånare är 473.
Terrängen runt Las Coloradas är huvudsakligen platt, men söderut är den kuperad. Runt Las Coloradas är det ganska tätbefolkat, med 52 invånare per kvadratkilometer. Närmaste större samhälle är General Pánfilo Natera, 12,4 km öster om Las Coloradas. Omgivningarna runt Las Coloradas är i huvudsak ett öppet busklandskap.